# Binə Xocavar
Binə Xocavar è un comune dell'Azerbaigian situato nel distretto di Masallı.   